# Fichier national des chèques irréguliers
Le Fichier national des chèques irréguliers (FNCI) (verifiance-fnci.fr) est une base de données gérée par la Banque de France et alimenté par les banques. Ce fichier peut être consulté par les bénéficiaires de chèques abonnés au service Vérifiance qui l’utilisent pour vérifier la régularité des chèques remis en paiement d'un bien ou d'un service.
Ce fichier est issu de la loi du 30 décembre 1991 relative à la sécurité des chèques et des cartes de paiement.

## Principe
Ce fichier centralise les coordonnées bancaires : 
- des oppositions pour perte ou vol de chèques ;
- de tous les comptes ouverts au nom d'une personne frappée par une interdiction d'émettre des chèques ;
- des comptes clos ;

ainsi que des caractéristiques des faux chèques.
Le FNCI centralise également les déclarations pour perte ou vol faites par les victimes auprès du service dédié de votre banque
 ou auprès de 
la banque de France.
Elles sont conservées 48 heures ouvrées si elles n'ont pas été confirmées par une déclaration d'opposition en provenance de l'établissement teneur du compte.
Le commerçant acceptant un chèque peut consulter sa régularité en interrogeant le FNCI via un service d'accès dédié, anciennement appelé RESIST avant le 31 décembre 2006, appelé Vérifiance-FNCI-Banque de France depuis.
La consultation s'effectue sur la base de la lecture de la ligne magnétique située au bas du chèque dite « ligne CMC7 ». Une information sous forme de couleur est communiquée au commerçant :
- vert : aucune information dans le FNCI, le commerçant peut accepter le chèque et sera couvert par son assurance éventuelle en cas de non-paiement.
- blanc : lecture du chèque impossible, le commerçant peut saisir manuellement sur sa caisse le numéro du chèque, ou le refuser, ou l'accepter. Mais dans ce dernier cas, il perd le bénéfice de son assurance.
- rouge : chèque irrégulier (interdiction d'émettre des chèques, compte clos, opposition pour perte ou vol, faux chèques), le commerçant doit le refuser. Il reste cependant libre de l'accepter malgré tout, mais à ses risques et périls.
- orange : compte faisant l'objet d'une opposition pour perte ou vol (sans indication des numéros de chèque) ou d'une déclaration au Centre national d'appel des chèques perdus ou volés. Le commerçant ne devrait pas accepter le chèque mais reste cependant libre de l'accepter à ses risques et périls.

## Droit d'accès et de rectification par le client
Toute personne ayant son compte inscrit au FNCI dispose de son droit d'accès et de rectification à ce fichier, conformément à la loi informatique et liberté. Pour exercer son droit :
- pour exercer son droit d'accès, il doit se présenter physiquement avec une pièce d'identité à la banque de France ;
- pour exercer son droit de rectification, il doit passer directement par sa banque.